# 再酸化剤
再酸化剤（さいさんかざい）とは反応化学の用語のひとつ。共酸化剤（きょうさんかざい）とも呼ばれる。ある酸化反応において基質を酸化するのが共存している触媒であるとき、その触媒は基質を酸化すると同時に自らは還元を受けて活性を失う。そこで失活した触媒を酸化して再び次の基質への活性を取り戻させる役割を果たすのが再酸化剤である。再酸化剤自身が基質を酸化するわけではない。
A + 触媒（活性） → B + 触媒（失活）
触媒（失活）+ 再酸化剤 → 触媒（活性）
再酸化剤は酸化反応における犠牲試薬にあたる。目的とする反応を起こす試剤が高価であったり高い毒性を持っていたりする場合、安価あるいは低毒性の再酸化剤を化学量論的に用いることで問題となる試剤を触媒量に抑えることができれば、反応系にかかるコストや危険性を抑えられることになる。

## 再酸化剤を含む系の例
- シャープレス酸化 - 不斉チタン触媒を TBHP で再酸化
- ワッカー酸化 - パラジウム触媒を銅(II)イオンで再酸化、さらに還元された銅(I)イオンを酸素で再酸化
- TPAP酸化 (Ley酸化) - ルテニウム触媒 (TPAP) を NMO などで再酸化

ほか、二酸化セレン、四酸化オスミウム など毒性の高い反応剤は、再酸化剤と組み合わせた系が開発されている。